# ろくぶんぎ座アルファ星
ろくぶんぎ座α星 (ろくぶんぎざアルファせい、α Sex / α Sextantis) は、ろくぶんぎ座で最も明るい恒星である。この星は白色の巨星である。
ろくぶんぎ座α星は天の赤道から1/4度以内に位置し、非公式な「equator star」と考えられている。1900年には、赤道の7分北にあったが、地球の赤道傾斜角の運動のため、1923年12月に南半球に入った。